# Piet Retief
Piet Retief, född 12 november 1780 i Wellington i Kaplandet, död 6 februari 1838 i Natal, var en av boerledarna för de ”voortrekkers” som på 1830-talet bröt upp från Kaplandet i nuvarande Sydafrika och utvandrade i "Den stora trekken" (afrikaans: Die Groot Trek; nederländska: De Grote Trek; engelska: the Great Trek) till norra Natal och områdena bortom Oranje- och Vaalfloderna.
Zulukungen Dingane i Natal lät mörda Piet Retief och dennes följe i februari 1838.

### Fotnoter
1. ↑  Per Holmer (5 januari 2003). ”Gränsgångare i sydafrikanskt ingenmansland”. Svenska dagbladet. http://www.svd.se/gransgangare-i-sydafrikanskt-ingenmansland. Läst 18 november 2015.